# إيست غرينبوش (نيويورك)
إيست غرينبوش (بالإنجليزية: East Greenbush, New York) هي بلدة أمريكية تقع في الولايات المتحدة في نيويورك (ولاية). يقدر عدد سكانها بـ 16,473 نسمة .